# HTTP/3
HTTP/3 — це майбутня третя основна версія протоколу передачі гіпертексту HTTP, яка використовується для обміну бінарною інформацією у Всесвітній павутині. HTTP/3 базується на попередній чорновій версії RFC «Протокол передавання гіпертексту (HTTP) через QUIC». QUIC — це експериментальний мережевий протокол транспортного рівня, що спочатку розроблявся компанією Google, у якому керування транспортного затору простору користувача відбувається через протокол User Datagram Protocol (UDP).
Специфікація HTTP/3 запропонована у RFC 9000.
28 жовтня 2018 року в дискусії зі списку розсилки Марк Ноттінгем, голова IETF HTTP та робочої групи QUIC Working Groups, зробив офіційний запит про перейменування HTTP-over-QUIC на HTTP/3, для того щоб «чітко визначити його як іншу прив'язку семантики HTTP до дротовий протокол … щоб люди зрозуміли його відокремлення від QUIC» і передали його розробку від робочої групи QUIC Working Groups до HTTP Working Groups після завершення і публікації проекту. У наступних обговореннях, які послідували протягом декількох днів, пропозиція Ноттінгема була прийнята іншими членами IETF, які у листопаді 2018 року схвалили і дали офіційне підтвердження, що HTTP-over-QUIC стає HTTP/3.